# Bakenbardy
Bakenbardy (Бакенбарды) è un film del 1990 diretto da Jurij Mamin.

## Trama
Il film racconta di una società di Puškinisti con le basette, che sta rapidamente guadagnando popolarità.